# Сомицо
Сомицо (груз. სომიწო) — село в Грузии, на территории Онского муниципалитета края (мхаре) Рача-Лечхуми и Нижняя Сванетия.

## География
Село находится в северной части Грузии, к югу от реки Джоджоры, на расстоянии приблизительно 1 километра (по прямой) к югу от города Они, административного центра муниципалитета. Абсолютная высота — 1000 метров над уровнем моря.

## Население
По результатам официальной переписи населения 2014 года, в Сомицо проживал 21 человек (12 мужчин и 9 женщин). В национальной структуре населения грузины составляли 95,2 %, поляки — 4,8 %.
| Год  | Население, человек |
| ---- | ------------------ |
| 2002 | 23                 |
| 2014 | ↘ 21               |